# Akihito af Japan
Kejser Akihito af Japan (født 23. december 1933) regerede som den 125. kejser (天皇 Tennō) af Japan, fra 7. januar 1989 til sin abdikation den 30. april 2019. Han overlod tronen til sin ældste søn, kronprinsen Naruhito. Akihitos virke som kejser var ifølge landets forfatning af konstitutionel karakter, og han var den første af Japans kejsere, der igennem hele sin regeringstid alene havde ceremoniel betydning og var uden politisk indflydelse.
Kejser Akihito er gift med Kejserinde Michiko, med hvem han har tre børn.

## Navn
Kejserens personlige navn er Akihito (明仁). I Vesten omtales han derfor oftest som Kejser Akihito, men blandt japanere bliver kejseren ikke omtalt ved sit fornavn. Inden sin tronbestigelse var han kendt som Tsugu-prinsen (継宮 Tsugu-no-miya), og nu omtales han som Hans Majestæt Kejseren (天皇陛下 Tennō Heika), der kan forkortes til Hans Majestæt (陛下 Heika). På skrift omtales kejseren også formelt som Den Nuværende Kejser (今上天皇 Kinjō Tennō). Hans æra bærer navnet Heisei  (平成), og ifølge traditionen vil han blive omtalt som Heisei-kejseren (平成天皇 Heisei Tennō) efter sin død (se posthumt navn). Samtidig vil navnet på æraen for hans efterfølgers regeringstid også blive fastlagt.

## Biografi

### Opvækst liv
Akihito blev født den 23. december 1933 i Kejserslottet i Tokyo som det femte barn og ældste søn af Kejser Shōwa (Hirohito) og Kejserinde Kōjun (Nagako). Han har fire ældre søstre, en lillebror og en lillesøster. Hans far var tiltrådt som kejser af Japan i 1926 ved sin far Taishō-kejserens død, og Akihito var som ældste søn dermed tronfølger fra fødslen. Som barn bar han titlen Prins Tsugu (継宮 Tsugu-no-miya). Han blev opdraget og undervist hjemme af private tutorer og gik derefter i grundskole og sekundærskole på den prestigefyldte Gakushūin-skole i Tokyo fra 1940 til 1952. Efter ønske fra hans far, Hirohito, blev han i modsætning til sine forgængere i den japanske kejserfamilie ikke udnævnt til officer.
Under de amerikanske brandbombeangreb på Tokyo i marts 1945 blev Akihito og hans lillebror, Prins Masahito, evakueret. Han opholdt sig i bjergene ved Nikkō ved Japans kapitulation den 2. september 1945. Under den amerikanske besættelse af Japan efter Anden Verdenskrig blev han undervist i engelsk og vestlig kultur af en amerikansk privatlærerinde, Elizabeth Gray Vining. Han studerede en kortere periode statskundskab ved Gakushuin Universitetet i Tokyo uden at tage en akademisk grad.
Selv om han var tronfølger fra fødslen, foregik Akihitos formelle indsættelse som kronprins (立太子礼 Rittaishi-no-rei) først den 10. november 1952 i Kejserslottet i Tokyo, da han blev myndig. I juni 1953 foretog kronprins Akihito sin første udlandsrejse for at repræsentere Japan ved Dronning Elizabeth 2.'s kroning i London og foretog senere rejser i Nordamerika og Europa.

### Ægteskab
I august 1957 mødte han Michiko Shōda på en tennisbane i Karuizawa ved Nagano. Hun var datter af den japanske forretningsmand Hidesaburō Shōda (正田英三郎) og hans hustru Fumiko Soejima (副島 富美子). Det var første gang en borgerlig ville blive gift ind i det japanske kejserhus, men Det Kejserlige Hus' Råd godkendte forbindelsen den 27. november 1958. Samtidens medier berettede om deres møde som 'et sandt eventyr' eller 'romancen fra tennisbanen'. Forlovelsesceremonien fandt sted den 14. januar 1959, og brylluppet blev afholdt den 10. april 1959.
Michiko fødte den 23. februar 1960 tronarvingen Prins Naruhito. Den 30. november 1965 fulgte parrets anden søn Prins Fumihito og den 18. april 1969 parrets eneste datter Prinsesse Sayako.
Kronprins Akihito og kronprinsesse Michiko aflagde officielle besøg i 37 lande i deres tid som kronprinspar. Som kejserlig prins sammenlignede Akihito den rolle, som medlemmerne af det japanske kejserhus udførte, med den en som en robot udfører, og udtrykte ønske om, at han kunne bidrage til at føre den kejserlige familie tættere på den japanske befolkning.

### Regeringstid
Ved kejser Hirohitos død den 7. januar 1989 fulgte Akihito ham som Japans 125. kejser. Hans introniseringsceremoni blev afholdt den 12. november 1990 i Kejserslottet i Tokyo under overværelse af repræsentanter fra 158 lande og to internationale organisationer.
Siden sin tronbestigelse har Kejser Akihito arbejdet for at bringe den kejserlige familie tættere på den japanske befolkning. Kejserparret har aflagt officielle besøg i 18 lande og i alle Japans 47 præfekturer.
Den 23. december 2001 under sit årlige fødselsdagspressemøde besvarede kejseren en journalists spørgsmål om spændinger mellem Japan og Korea, at han følte et slægtskab med det koreanske folk og forklarede videre, at ifølge Shoku Nihongi var moderen til Kejser Kammu (736–806) beslægtet med Muryeong af Korea, Konge af Baekje. I forbindelse med Jordskælvet ved Sendai 2011 og den efterfølgende tsunami og Fukushima I-ulykkerne, trådte kejseren frem på japansk tv og opfordrede sit folk til ikke at miste håbet og hjælpe hinanden. Kejseren og Kejserinden aflagde også besøg i et midlertidigt genhusningscenter, der husede flygtninge fra katastrofen.
Kejser Akihito blev opereret for prostatakræft den 14. januar 2003. I 2011 blev han indlagt med lungebetændelse. I februar 2012 blev det meddelt, at kejseren havde komplikationer i hjertet, og den 18. februar 2012 gennemgik han en vellykket bypassoperation.
Den 13. juli 2016 meddelte den japanske tv-station NHK, at det var kejserens hensigt at abdicere til fordel for Kronprins Naruhito inden for en kortere årrække. Embedsmænd ved det kejserlige hof benægtede dog, at der forelå en officiel plan for kejserens abdikation. Kejserens eventuelle abdikation ville forudsætte en ændring i loven om det japanske kejserhus, der på det tidspunkt ikke havde bestemmelser om abdikation. Den 1. december 2017, oplyste Associated Press imidlertid, at kejseren har planlagt at abdicere den 30. april 2019 i en alder af 85 år. Det bliver den første abdikation fra Krysantemumtronen i 200 år. Kronprins Naruhito vil bestige tronen den 1. maj 2019. Naruhitos regeringstid vil blive benævnt Reiwa (令和) æraen, og vil begynde d. 1. maj så snart Naruhito er blevet indsat som kejser. Formel godkendelse af kabinettet kom den den 8. december 2017, og den 30. april 2019 bekræftede Akihito, at han abdicerede som den første japanske kejser i 200 år.

## Personlige interesser

### Iktyologi
I forlængelse af sin fars interesse i marinbiologi har kejseren udført forskning i iktyologi, den gren af zoologien der beskæftiger sig med studiet af fisk, og har publiceret studier indenfor fiske-familien kutlingefamiliens (Gobiidae) taksonomi. Han har skrevet artikler i videnskabelige tidsskrifter som Gene og The Japanese Journal of Ichthyology. I 2005 blev en nybeskrevet kutlingefisk navngivet Exyrias akihito til hans ære.

## Titler, prædikater og æresbevisninger

### Titler og prædikater
- 23. december 1933 – 10. november 1952: Hans kejserlige højhed Prins Tsugu
- 10. november 1952 – 7. januar 1989: Hans kejserlige højhed Kronprinsessen af Japan
- 7. januar 1989 – 30. april 2019: Hans Majestæt Kejseren
- 1. maj 2019 – nu: Hans Majestæt Kejser emeritus (上皇陛下 Jōkō Heika)

### Dekorationer
- Danmark: Ridder af Elefantordenen (R.E.)  (1953)[19]
- Island: Storkors med kæde af Den Islandske Falkeorden (I.F.1*.)
- Letland: Kommandør af Storkorset af Trestjerneordenen (siden den 15. marts 2007).[20]
- Norge: Storkors med kæde af Sankt Olavs Orden (No.St.O.1.)  (2001)
- Storbritannien: Ridder af Hosebåndsordenen  (1998)
- Sverige: Ridder af Serafimerordenen  (1952)